# 小行星10099
小行星10099（10099 Glazebrook）是一颗绕太阳运转的小行星，为主小行星带小行星。该小行星于1991年11月4日发现。

## 轨道参数
小行星10099的轨道半长轴为3.2673022 UA，离心率为0.116。